# Imabetsu
Imabetsu (今別町; Imabetsu-machi) és un poble del Japó situat a la prefectura d'Aomori.